# Soembadwerghoningeter
De soembadwerghoningeter (Myzomela dammermani) is een zangvogel uit de familie Meliphagidae (honingeters). De vogel werd in 1928 door de Nederlandse bioloog  Hendrik Cornelis Siebers geldig als ondersoort beschreven en vernoemd naar de Nederlandse zoöloog Karel Willem Dammerman.

## Verspreiding en leefgebied
Deze soort is endemisch op het eiland Soemba, een eiland van de Kleine Soenda-eilanden.

## Status
De grootte van de populatie is niet gekwantificeerd maar de soort wordt omschreven als schaars. Op de Rode lijst van de IUCN heeft deze soort de status niet bedreigd.